# Idiocerus nigrolineatus
Idiocerus nigrolineatus är en insektsart som beskrevs av Kae Kyoung Kwon 1985. Idiocerus nigrolineatus ingår i släktet Idiocerus och familjen dvärgstritar. Inga underarter finns listade i Catalogue of Life.